# Tibi
Tibi – gmina w Hiszpanii, w prowincji Alicante, we wspólnocie autonomicznej Walencja, o powierzchni 70,38 km². W 2011 roku liczyła 1761 mieszkańców.